# 李芳远 (1907年)
李芳远（1907年—1995年），男，江西永新人，中华人民共和国政治人物，曾任青海省人民委员会副省长，甘肃省政协副主席，甘肃省革命委员会副主任，江西省人大常委会副主任。:192